# Павлинья кокетка
Павлинья кокетка (лат. Lophornis pavoninus) — вид птиц из семейства колибри (Trochilidae).

## Описание
Самец зелёного цвета, над глазом светло-зелёная полоса. Как и у всех кокеток самцы имеют по бокам головы удлинённые перья, они у птицы светло-зелёные, а на конце каждого пера чёрное пятно. Такое украшение имеет сходство с павлиньим надхвостьем, за это их назвали павлиньими. Самки имеют более простой окрас. Сверху они зелёные, а снизу белые с серыми полосками. Хвост у обоих полов раздвоен.

## Распространение
Павлинья кокетка встречается в Бразилии, Гвиане и Венесуэле. Обитает во влажных тропических и субтропических горах, а также в сильно деградированных лесах.
МСОП присвоил таксону охранный статус «Виды, вызывающие наименьшие опасения» (LC).

## Классификация
Выделяют  два подвида:
- Lophornis pavoninus duidae Chapman, 1929
- Lophornis pavoninus pavoninus Salvin & Godman, 1882